# Prix Cécile-Gagnon
Le prix Cécile-Gagnon a été créé en 1997 par l'Association des écrivaines et des écrivains québécois pour la jeunesse (AEQJ), à la suggestion de l’écrivaine Francine Allard. Le nom a été donné en l'honneur de Cécile Gagnon, la pionnière de la littérature jeunesse au Québec. Le jury est composé des membres du conseil d'administration de l'association. Le prix salue annuellement la relève en littérature pour la jeunesse en décernant une bourse de 1 000 $ à l'auteur d'un premier roman pour la jeunesse. Les finalistes vont aussi visiter des bibliothèques de leur région pour rencontrer les jeunes. En 2004, un second volet, remis aux trois ans, a été créé pour honorer les nouveaux auteurs d'albums.
La bourse est offerte par l’AEQJ en collaboration avec la librairie Monet de Montréal et financée par les droits d’auteur des recueils de nouvelles publiés annuellement par l’AÉQJ.

## Lauréats
- 1997 : Michel Grenier, Prudence, la princesse téméraire, Les Éditions Héritage
- 1998 : Richard Blaimert, La liberté des loups, Vents d'Ouest
- 1999 : Hélène Grégoire, Une Charlotte en papillote Éditions Pierre Tisseyre
- 2000 : Élaine Turgeon, Une histoire tirée par la queue, Québec Amérique
- 2001 : Michèle Laframboise, Les nuages de Phoenix, Médiaspaul
- 2002 : Marc Tremblay, Donovan et le secret de la mine, Éditions du Boréal
- 2003 : Nancy Montour, Entre la lune et le soleil, Dominique et compagnie
- 2004
  - volet roman : Hélène Cossette, Feuille de chou, Éditions Pierre Tisseyre
  - volet album : Francine P. Caron, illustrations de Nicole Claveloux, Mon Gugus à moi,  Les 400 coups
- 2005 : Marie Roberge, Dans le nid du faucon, Soleil de Minuit
- 2006 : Marie-Josée Soucy, Evelyne en pantalon, Éditions Pierre Tisseyre
- 2007
  - volet roman : Hada Lopez, Pedro Libertad, tome 1: Bruine assassine, Éditions de la Paix
  - volet album : Luc Melanson, Ma drôle de ville, Dominique et compagnie
- 2008 : Frédéric Tremblay, Une ruse inversée, Joey Cornu
- 2009 : François Lévesque, Matshi, l'esprit du lac, Médiaspaul
- 2010 : Brigitte Huppen, Vlad et moi et les nids-de-poule, Soulières éditeur
- 2011 : Marc-André Pilon, La revanche du myope, Éditions de Mortagne
- 2012 : Isabelle Gaul, Le yoga, c'est pas zen, Éditions Pierre Tisseyre
- 2013
  - volet roman : Muriel Kearney, La cellule Hope, Soulières éditeur;
  - volet album : Valérie Boivin Un après-midi chez Jules, Les 400 Coups
- 2014 : Anne Dubreuil, Les tranches de vie de Félix (tome 1), Un automne de blé entier, éditions Vents d’Ouest.
- 2015
  - volet roman : Nicole Moreau, Planète Lili, Éditions de la Bagnole;
  - volet album : Julie Pearson, Elliot, Les 400 coups.
- 2016 : Victoria Grondin, Dépourvu, Hurtubise HMH
- 2017
  - Volet roman : Jonathan Bécotte, Souffler dans la cassette, Leméac;
  - volet album : Frédérick Wolfe, pour son album Des roches plein les poches, Éditions Fonfon
- 2018 : Audrée Archambault, Sarah-Lou, détective (très) privée (t. 1) : S'il te mord, t'es mort!
- 2019
  - volet roman : Mathieu Muir, L’ère de l’Expansion, Éditions David;
  - volet album : Orbie, On a un problème avec Lilou la loutre, Éditions Fonfon.
- 2021
  - volet roman : Elizabeth Baril-Lessard, Ma vie de gâteau sec, Les malins;
  - volet album : Martine Arpin et Claude K. Dubois, Thomas, éditions D'eux.
- 2022 : Alexandre Gauthier, Gros Ninja (T.1). Les origines, éditions La Bagnole.
- 2023 : Véronique Lambert et Elena Comte, Dans les souliers d'Amédée, éditions Fonfon.